# Long Beach Grand Prix 1998
Long Beach Grand Prix 1998 var ett race som kördes den 5 april på Long Beach Street Circuit i Long Beach, Kalifornien. Det var den tredje deltävlingen i CART World Series 1998. Alex Zanardi svarade för en spektakulär uppkörning genom fältet, vilket gav honom hans första seger för säsongen. Segern tog den regerande mästaren Zanardi upp till tredje plats sammanlagt.

## Slutresultat
| Plats | Förare                 | Team                     | Grid | Kvaltid |
| ----- | ---------------------- | ------------------------ | ---- | ------- |
| 1     | Alex Zanardi           | Chip Ganassi Racing      | 11   | 51,440  |
| 2     | Dario Franchitti       | Team KOOL Green          | 8    | 51,366  |
| 3     | Bryan Herta            | Team Rahal               | 1    | 50,945  |
| 4     | Adrián Fernández       | Patrick Racing           | 3    | 51,057  |
| 5     | Tony Kanaan            | Tasman Motorsports       | 13   | 51,466  |
| 6     | Greg Moore             | Forsythe Racing          | 14   | 51,476  |
| 7     | Mark Blundell          | PacWest Racing           | 23   | 52,196  |
| 8     | Jimmy Vasser           | Chip Ganassi Racing      | 20   | 51,786  |
| 9     | Hélio Castroneves      | Bettenhausen Motorsports | 15   | 51,514  |
| 10    | Maurício Gugelmin      | PacWest Racing           | 22   | 52,108  |
| 11    | P.J. Jones             | All American Racing      | 25   | 52,481  |
| 12    | Scott Pruett           | Patrick Racing           | 7    | 51,302  |
| 13    | Gualter Salles         | Payton/Coyne Racing      | 4    | 51,076  |
| 14    | Alex Barron            | All American Racing      | 27   | 52,684  |
| 15    | Arnd Meier             | Davis Racing             | 21   | 51,980  |
| 16    | Domenico Schiattarella | Project Indy             | 28   | 52,686  |
| 17    | Bobby Rahal            | Team Rahal               | 2    | 51,036  |
| 18    | JJ Lehto               | Hogan Racing             | 16   | 51,577  |
| 19    | Hiro Matsushita        | Arciero-Wells Racing     | 29   | 53,989  |
| 20    | Gil de Ferran          | Walker Racing            | 5    | 51,092  |
| 21    | Michael Andretti       | Newman/Haas Racing       | 6    | 51,293  |
| 22    | André Ribeiro          | Marlboro Team Penske     | 17   | 51,679  |
| 23    | Richie Hearn           | Della Penna Motorsports  | 19   | 51,732  |
| 24    | Max Papis              | Arciero-Wells Racing     | 24   | 52,452  |
| 25    | Paul Tracy             | Team KOOL Green          | 9    | 51,391  |
| 26    | Christian Fittipaldi   | Newman/Haas Racing       | 12   | 51,446  |
| 27    | Michel Jourdain Jr.    | Payton/Coyne Racing      | 19   | 51,728  |
| 28    | Patrick Carpentier     | Forsythe Racing          | 26   | 52,562  |
| 29    | Al Unser Jr.           | Marlboro Team Penske     | 10   | 51,426  |